# Piazza Garibaldi (Bari)
Piazza Giuseppe Garibaldi è una piazza di Bari situata fra il quartiere Murat e il quartiere Libertà. La piazza è occupata da un giardino, anch'esso intitolato al celebre patriota italiano. Piazza Garibaldi è stata la prima piazza ad essere progettata per il nuovo borgo Murattiano. Nel giardino vi sono due sentieri principali che si incontrano perpendicolarmente in una piccola radura.